# Pseudopterogorgia nanjiensis
Pseudopterogorgia nanjiensis — вид коралів родини Gorgoniidae. Описаний у 2024 році.

## Назва
Видова назва nanjiensis вказує на типове місцезнаходження виду.

## Поширення
Вид поширений в Східнокитайському морі. Типові зразки зібрані приливно-відливній зоні навколо островів Наньцзі, що належать Китаю.

## Опис
Вид найбільше схожий на Pseudopterogorgia fredericki Williams & Vennam, 2001 за неправильною формою розгалуження та нечіткими човноподібними кісточками, але відрізняється вмістом коененхімального склериту в окремих кабестанах і кількох бородавчастих веретенах та променях (порівняно з переважно бородавчастими веретенами та кількома кабестанами), а також пурпуровою колонією (порівняно з білою, рожевою або темно-рожевою).